# Кокшарово (Верхнесалдинский городской округ)
Кокшарово — деревня в Верхнесалдинском городском округе Свердловской области. Центр сельской администрации деревни Кокшарово.

## География
Населённый пункт расположен между озёрами Юрьинское и Шайтанское в 35 километрах на северо-восток от административного центра округа — города Верхняя Салда.

### Часовой пояс
Кокшарово, как и вся Свердловская область, находится в часовой зоне МСК+2. Смещение применяемого времени относительно UTC составляет +5:00.

## Население
| 2002 | 2010 |
| ---- | ---- |
| 0    | →0   |